# Ángel María Cortellini
Ángel María Cortellini (Sanlúcar de Barrameda, Cadis, 1819 - Madrid, 1887) va ser un pintor espanyol. Era fill d'un italià del Piemont que s'havia casat amb una nadiua[de la ciutat gaditana. Va ser un pintor bolcat amb el costumisme i romanticisme, encara que també va treballar el retrat.

## Biografia
Va començar a fer classe de dibuix de molt jove a la seva ciutat natal, per a després passar a ser alumne del mestre sevillà Joaquín Domínguez Bécquer. Als 17 anys viatja a Itàlia terra de la seva família paterna i recorre ciutats del nord com ara Torí, Milà i Gènova. Dos anys dura les seves peripècies per terres italianes per a més tard regressar a Sevilla i continuar la seva formació.
El 1847 es trasllada a Madrid, on el seu bon fer pictòric li permet instal·lar-se allà permanentment. Apreciat pels seus mestres de belles art a la capital, rep el nomenament de Pintor de la Reial Cambra i realitza els retrats de la reina Elisabet II d'Espanya i el seu marit Francesc d'Assís de Borbó. El 1866 rep la medalla d'or de l'Exposició Nacional gràcies a Retrato de señora. Igual premi va rebre el 1871 amb el quadre titulat La batalla de Wad-Ras.

### Pintures al Museu Carmen Thyssen de Màlaga
Algunes de les seves obres es conserven en el Museu Carmen Thyssen Màlaga, com El cante de la moza. Escena de taberna (1846), la seva obra companya, No más vino. Escena de taberna (1847), i Francisco Montes "Paquiro", antes de una corrida. La despedida del torero (1847). Es pot veure que les discussions a les tavernes és una temàtica utilitzada pels pintors costumistes, igual que les escenes de tauromàquia.

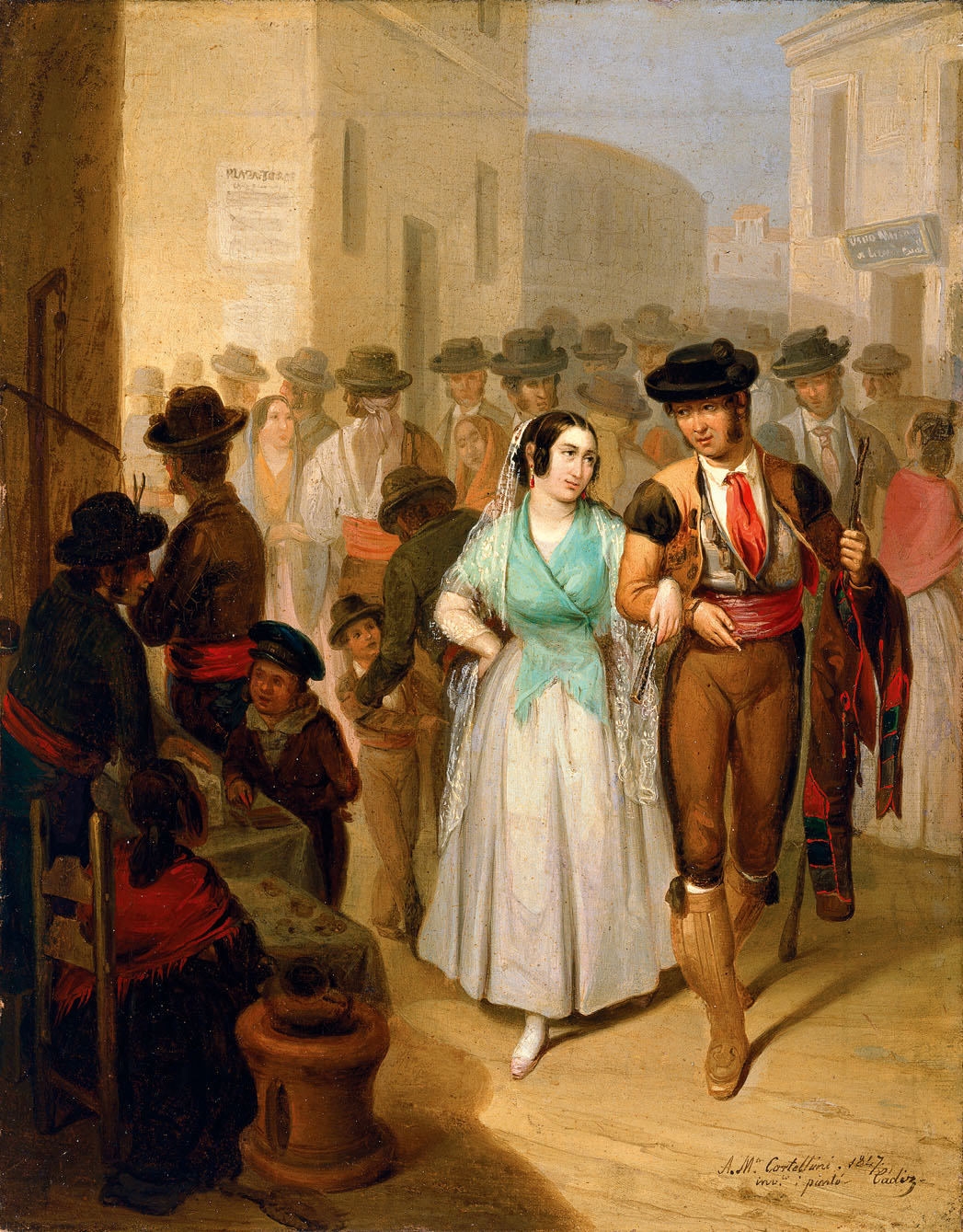
Saliendo de la Plaza de Toros
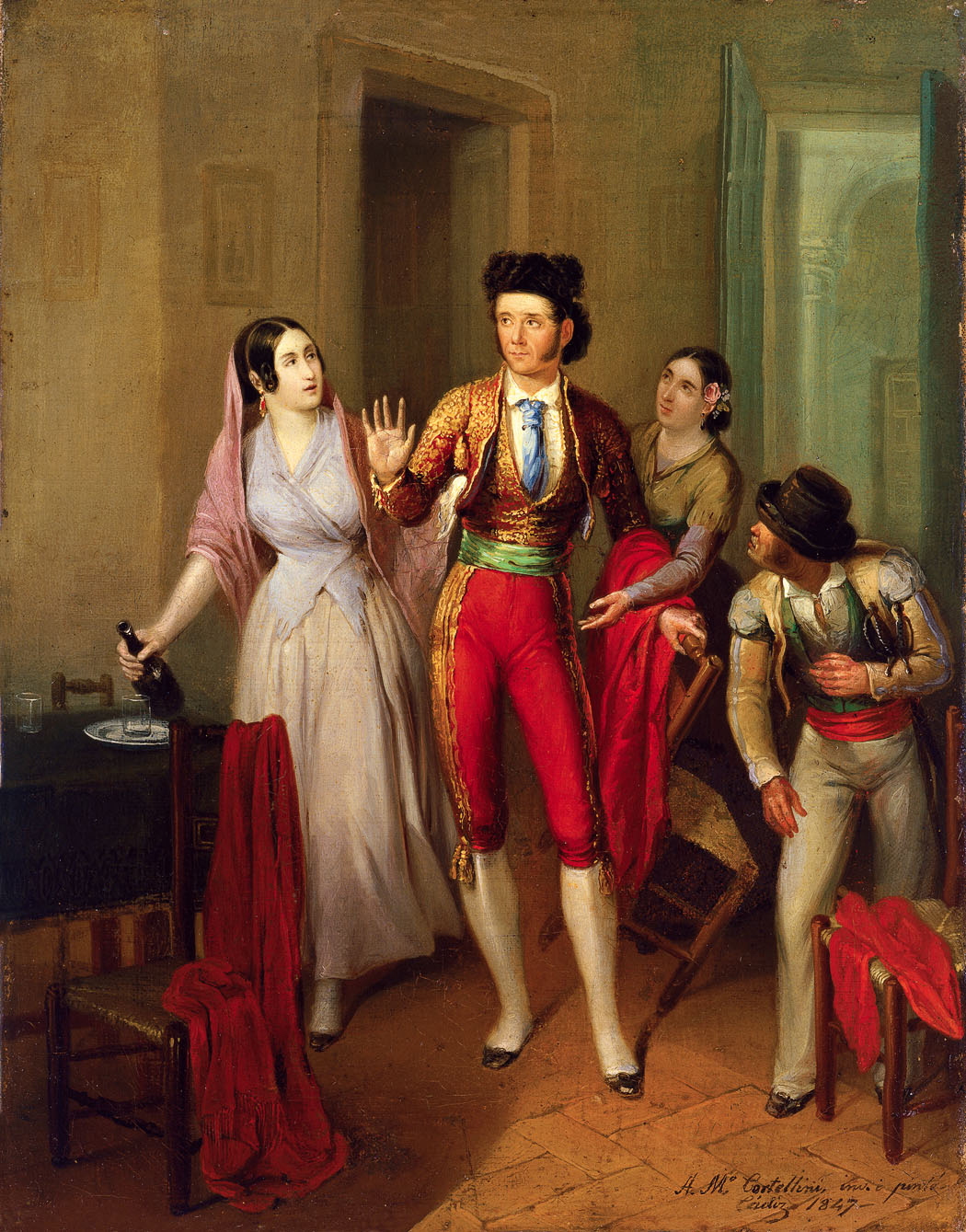
Francisco Montes “Paquiro”
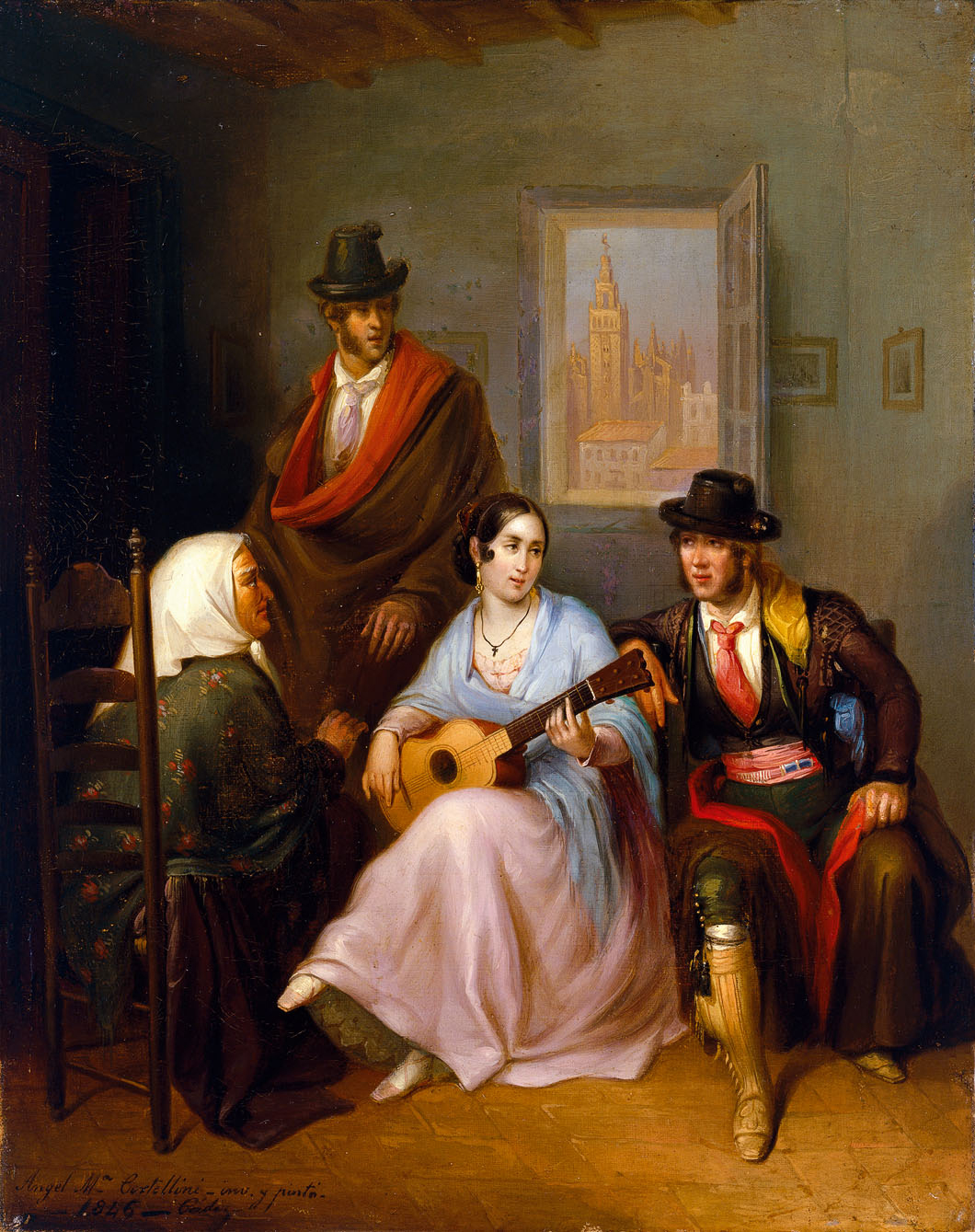
Joven muchacha andaluza
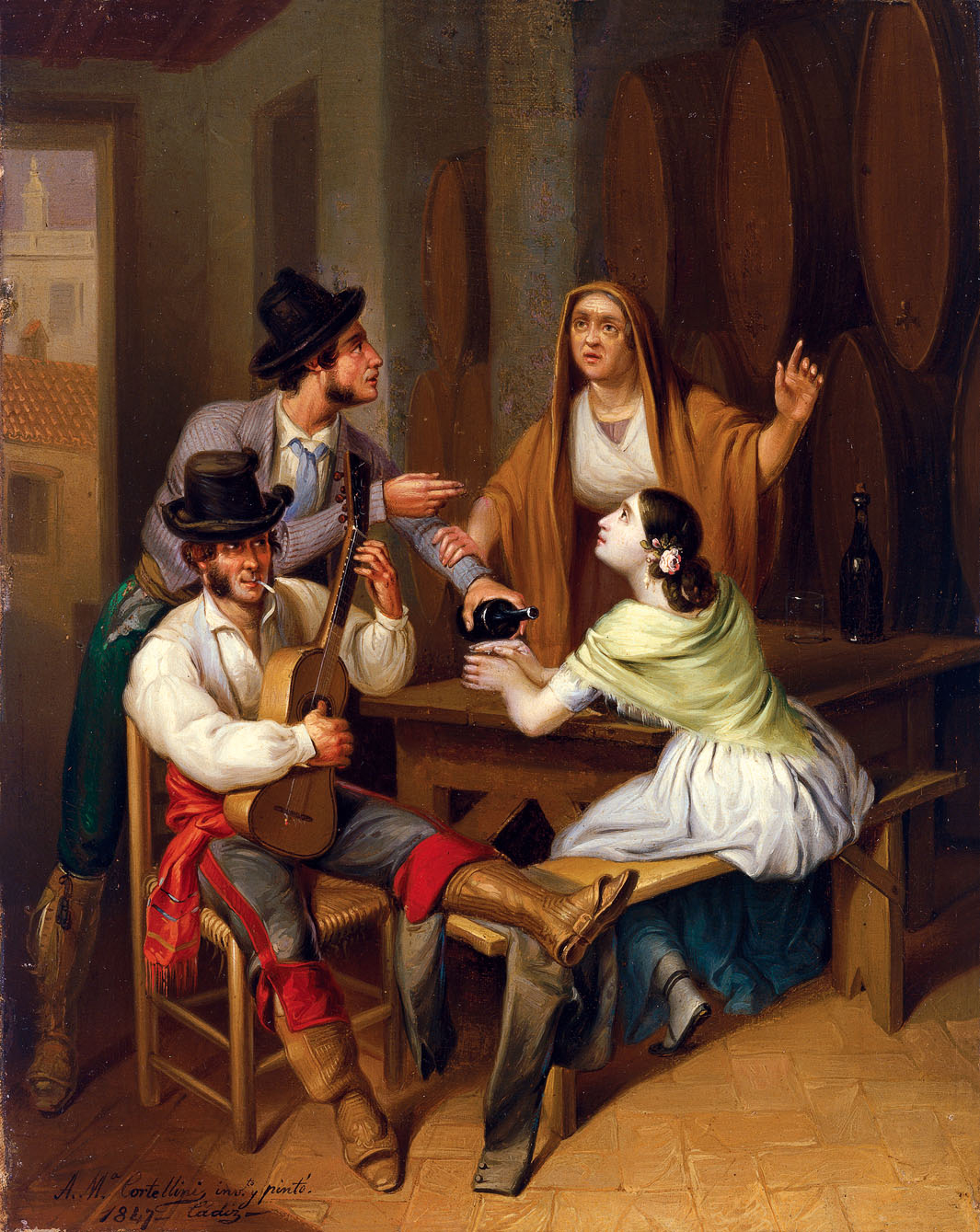
No más vino. Escena de taberna